# Холис Кросроудс (Алабама)
Холис Кросроудс (енгл. Hollis Crossroads) насељено је место без административног статуса у америчкој савезној држави Алабама.

## Демографија
По попису из 2010. године број становника је 608.
| Група             | 2000.    | 2010.       |
| Белци             | 0 (0,0%) | 511 (84,0%) |
| Афроамериканци    | 0 (0,0%) | 33 (5,4%)   |
| Азијати           | 0 (0,0%) | 0 (0,0%)    |
| Хиспаноамериканци | 0 (0,0%) | 51 (8,4%)   |
| Укупно            | 0        | 608         |